# Бирлик (Жарминский район)
Бирлик (каз. Бірлік, до 1993 г. — Вознесеновка) — аул в Жарминском районе Абайской области Казахстана. Административный центр и единственный населённый пункт Бирликского сельского округа. Код КАТО — 634445100.

## Население
В 1999 году население аула составляло 1014 человек (513 мужчин и 501 женщина). По данным переписи 2009 года, в ауле проживало 708 человек (368 мужчин и 340 женщин).